# Polisz
A polisz (πολις) – többes számban: poleisz (πολεις) – ókori görög város vagy városállam. A poliszok kora az úgynevezett palotakultúra (más néven palotacivilizáció, általánosabban mükénéi civilizáció kifejezéssel használt) felbomlása, a görög sötét kor után alakult ki, amikor a görögök a mükénéi központokból szétvándoroltak (lásd dór vándorlás) és benépesítették az addig gyérebben lakott vidékeket is. Maga a polisz szó régi indoeurópai örökség, rokonai az óind pur (’erőd, város’), litván pilis, lett pils (’erőd, vár’), azaz a görögben is eredetileg várat jelenthetett. Településformai előzményei a palotakultúrákban, illetve a Közel-Keleten, az Égeikumban formálódtak.
A görög poliszok száma mintegy 700–750-re tehető beleszámítva a dél-itáliai, szicíliai, észak-afrikai, hispániai, dél-franciaországi és fekete-tengeri gyarmatvárosokat is.

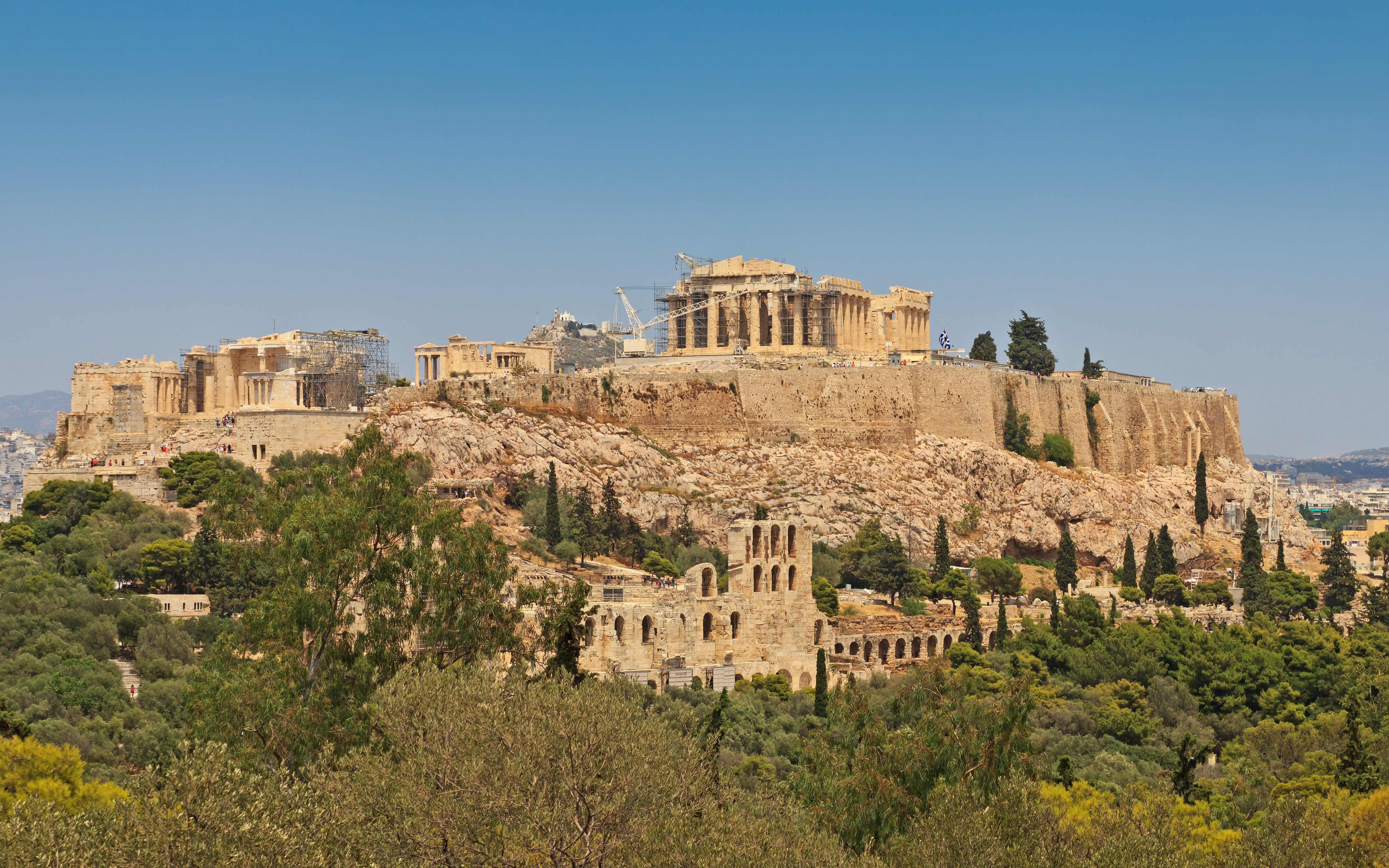
Az athéni Akropolisz. Athén a klasszikus korszak egyik legjelentősebb városállama volt

## A polisz mint általános fogalom
A polisz mai értelmezésben tulajdonképpen egy fogalmi gyűjtőszó, amely számtalan, jellegzetes – más formációktól eltérő – emberi tömörülési jellegzetesség befogadója (hordozója), mint pl. települési, technikai-fizikai, életmódbeli, igazgatási, politikai, gazdasági, kommunikációs, művészeti, kulturális stb. forma). A poliszt városnak vagy városállamnak szoktuk fordítani, pedig ez a legtöbb esetben félrevezető. A modern fogalmak közül a kistérség közelíti meg talán a legjobban területi értelemben a poliszt. A központban általában volt egy városias település, a polisz névadója, de a lakosság nagyobbik része ennek falain kívül, falvakban vagy tanyákon élt. Jogállásukon ez azonban nem rontott, ugyanolyan jogokkal rendelkeztek, mint a városban lakók, sőt mivel nyilván a földtulajdonosok laktak a földjük közelében, talán a helyzet még fordított is lehetett esetleg egyes esetekben. A görögök a poliszra sokkal inkább mint vallási-politikai közösségre, mint területi egységre gondoltak.
A polisz nem esett egybe az általában nagyobb etnikai közösségekkel, az ethnoszokkal, azoknál általában kisebb egység volt, de több ethnosz is tartozhatott egy poliszhoz, mint például Spárta esetén hódítás révén. A korai időszakban az ethnoszok fontos szerepet játszhattak, de a poliszok korára elmaradottaknak számítottak a polisz helyett ethnoszrendszerben élők, mint például a thesszáliaiak. A régi ethnoszrendszer emlékét őrzik a szenthelyek köré szerveződő védelmi szövetségek, az amphiktüoniák, amelyeknek ethnoszok és nem poliszok voltak a tagjaik.
A görög törzsek területein olyan államformák alakultak ki, melyek minőségileg különböztek minden korábbi szerveződéstől, és ennek korai mintája a Mükénéi Királyság. Ez azonban nem speciálisan akháj képződmény, hanem nagyrészt krétai kultúra-import terméke. A görög államszerveződés későbbiekben megfigyelhető speciális irányzatának oka mindenekelőtt a görög poliszok egyedülálló rendszere, amely emlékeztet ugyan a sumer városkirályságokra, részleteiben – mindenekelőtt kialakulásának körülményeiben – azonban jelentősen különbözik attól.
A Balkán-félsziget erősen tagolt tengerpartja és az egymást szeszélyesen keresztező hegyvonulatok közti kis medencék, folyóvölgyek elkülönült gazdasági egységek létrejöttének kedvezett. A kevés művelhető föld miatt a belterjes földművelés, gyümölcstermesztés és konyhakertészet terjedt el, csakúgy, mint az egyebekben is példaképnek tartott Föníciában. A számtalan kisebb-nagyobb öböl és folyótorkolat rendkívüli lehetőségeket nyújtott kikötők kialakítására, így a tengerparti poliszok legfontosabb gazdasági tevékenységévé a halászat és a tengeri kereskedelem vált. Az egyes poliszok által ellenőrzött terület ritkán érte el az 1000 km²-es kiterjedést. A korai görög poliszok teljes jogú polgárainak száma nem haladta meg az 1000 főt, de teljes lakosságuk sem közelítette a tízezret.
„A polisz a rabszolgatartó tulajdon antik formájára támaszkodó polgári közösség” – szögezte le Friedrich Engels. Ez annyit jelent, hogy csak a teljes jogú polgárnak lehetett földtulajdona és rabszolgája és fordítva: a földtulajdonát elvesztő polgárt polgárjogaitól is megfosztották. Maguk a görögök is sokszor próbálták meghatározni, hogy mi is az a polisz, de kevés sikerrel (Thuküdidész, Arisztotelész, Platón stb.), aminek elsődleges oka, hogy mint Arisztotelész összeszámolta, csak alkotmányból 158 különböző létezett Görögországban. Elképesztő sokféleség, amelynek természetesen igen nehéz az általános jellemzőit megadni.
A polisz korlátozott földművelési lehetőségei folytán igen magas szintű kézművesség és kereskedelem alakult ki. A kézművesipar fejlesztése elsődleges feladat volt, hiszen azon a piacon, ahol Egyiptom és Babilon is jelen volt, csak jó minőségű áruval lehet hosszú távon megmaradni. A nemzetségi alapon szerveződő polgárságból az arisztokrácia mint uzsorás, s nem földbirtokos (nagybirtokos) emelkedett ki. A korlátozott földterületeken a nagybirtok, illetve a nagybirtokos arisztokrácia létrejötte ab ovo nem lehetséges. Ez is lényegi különbség a korábbi keleti despotátusoktól, ahol az uzsorások csak a nemzetségi arisztokrácia eltűnte után, az úgynevezett „hivatalnoki arisztokrácia” korában jutottak szerephez. A nemzetségi, földbirtokos arisztokrácia az egyszemélyi uralom elsődleges támasza, sőt kialakulásának elengedhetetlen feltétele – azaz a görög területeken hiányzott a monarchikus (egyszemélyi vezetésű) berendezkedés alapja.
A hagyományos történelemszemlélet előszeretettel emlegeti, hogy a görögség valamilyen veleszületett „szabadságszeretet” okán nem alakított ki monarchiákat, úgymond vérükben volt a demokrácia. Ilyen márpedig nem létezik, amit a görög türannisz intézménye is mutat. A korai görög királyságok gazdasági alapok híján hamar átadták helyüket az arisztokratikus köztársaságok különböző formáinak, melyekben a rabszolgatartás patriarchális maradt, a már-már szakrálissá váló Mükénéi Királyság államrendszerének nyoma sem maradt. A vagyonkoncentráció azonban itt is elkerülhetetlen volt.
Azaz mégis kialakult központosított, egyszemélyi kormányzat a görög poliszokban is, mégpedig egy sajátos, csakis a görögökre jellemző formában – ez a fent említett korai görög türannisz. A türannoszok választás útján jutottak a közigazgatás élére (vagy államcsínnyel), de korlátlan jogokkal ruházták fel őket életük végéig. A nemzetségi arisztokrácia kora nem tartott túl sokáig, hiszen az i. e. 7–6. században már az egész görög világban a türannoszok alakították át a társadalmi tagozódást, alapvetően a vagyoni kategóriák szerint. A folyamat kezdete még jóval korábbra, már az attikai városkirályok korára vezethető vissza. Magát Athént a hagyomány szerint Kekropsz király alapította. Az athéni hagyomány a mitikus király, Thészeusz nevéhez kötve írja a területi átszervezést éppúgy, mint Athén államának tulajdonképpeni alapítását, a környező 12 község egyesítését, a szünoikiszmoszt. Ennek része volt a nemzetségi kategóriák megszüntetése és a területi kategóriák felállítása.
Thészeusznak tulajdonítják a krétai Minótaurosz legyőzését is, s bár a hagyomány nyilván hosszú idő eseményeit sűrítette egyetlen hérosz életébe (már csak azért is, mert nem is Athén, hanem Mükéné került közvetlen kontaktusba Minósszal), mégis feltehető, hogy az athéni szünoikiszmosz még az i. e. 2. évezred vége előtt létrejött. A monda szerint ugyanezen eseménysor része volt a tucatnyi falu és a négy korai nemzetségi phülé (körzet) területi alapon való átszervezése. Ez gyakorlatilag annyit jelent, hogy az eredeti 12 község 48 phülére oszlott az együttlakás – s már nem a leszármazás – alapján. Az eupatridész – geomorosz – démiurgosz – thétosz tagolódás olyan hatalmi rendszert teremtett, amely már nem a „felfegyverzett nép” egészével esett egybe, hanem a vagyoni kategóriákkal, a földosztás pedig nem rokonsági, hanem területi alapon történt. Minden egyes phülé köteles volt egy felfegyverzett, teljes legénységű hajót kiállítani. A hagyományos közösségek (phülé – eredetileg törzs, genosz – nemzetség, phratria – család) tulajdonképpen a politikai jelentőségüket vesztették el. A „büntetőjog” azonban még sokáig a családi bíráskodást követte, csakúgy, mint később Rómában. Athént ezután két dinasztia (Erekhteidák és Medónidák) harminc királya uralta a mondák szerint, majd az utolsó király (Kodrosz) után az i. e. 7. századig oligarchikus kormányzati forma következett
A második évezred vége felé meginduló görög betelepülés a Balkán-félszigeten hamarosan virágzó kereskedőállamok sorát eredményezte. Kereskedelmi bevételeiket nagyszabású rablóhadjáratokkal toldották meg. A városkirályok hatalmának megerősödését mégsem követte birodalomalapítás, épp ellenkezőleg: gazdasági, politikai és kulturális pangás kezdődött az i. e. 12. században. A nagyobb városközpontok többsége teljesen elpusztult a dór vándorlásban.
A jól szervezett uralkodói háztartások – amelyek a cserekereskedelem legnagyobb központjai is voltak (palotagazdaság) – megszűntek, s velük együtt eltűnt a kézműipar nyersanyag-utánpótlása is. Lanyhult, majd teljesen véget ért a karavánok és kereskedők fegyveres védelme. Mindez a gazdasági élet teljes vegetálásához vezetett. A kézművesek és kereskedők rövid idő alatt teljesen eltűntek, a köznépből kizárólag a szabad parasztság maradt meg. Még az írásbeliség is megszűnt hosszú-hosszú évszázadokra.

## A polisz szerkezete
A polisz gyakran egy magaslati erőd, akropolisz („magas város”) köré szerveződött, volt benne egy agora (piac), egy-két templom és egy gümnaszion. Ez a városias központ volt az asztü. A várost a kis-ázsiai görög államok gyakran fallal vették körül, a peloponnészoszi poliszok lakói általában megelégedtek az akropolisz nyújtotta menedékkel.
A polisz többi része volt a vidék, a khóra. A dór területeken néhány város több kómé összetelepüléséből (szünoikiszmosz) jött létre, például Spárta öt kóméból. Ezek közül négy egy igen kis területen közvetlenül egymás mellett feküdt, míg az ötödik, Amüklai néhány kilométerrel arrébb. A kómét régebben a démosz szinonímájaként használták a történészek, de ez a név csak a fejletlen városiasodású dór, makedón és trák területeken fordul elő, és ezeket az egykori források elavult településeknek tekintik. A démoszt több értelemben is használták, legkorábban jelentett falut, később Athénban és néhány más poliszban mesterséges városi kerületet, illetve a népet is az arisztokratákkal szembeállítva.
A khóra legértékesebb területe a síkvidék, a pedion volt, itt lehetett földművelést folytatni. A tengerparti rész, a paralia szintén művelés alatt állt, de ez biztosította a kapcsolatot a tengerrel a halászok, kereskedők, tengerészek révén. A hegyvidéki rész, a diakria nagyrészt lakatlan volt, itt voltak a bányák és ez volt sok mitológiai lény lakóhelye. A pedion és a diakria elmosódott határán a dombvidéken szőlőt termesztettek, illetve állatokat legeltettek. A pedion és a diakria volt együtt a polisz belső területe a mezogeia. A polisz szélső, járhatatlan területe volt az eschatia ("peremvidék"), ami a határőrvidék szerepét játszotta.

## A polisz lakói
A polisz teljes jogú polgárai, a politészek többnyire születési alapon lehettek azok, Athénban Periklész reformjai előírták mind az anyai, mind az apai ágon a polgártól való származást. Ha csak az egyik ágon voltak polgári származásúak, már törvénytelen gyereknek, nothosznak számítottak, hacsak nem adományoztak nekik polgárjogot, mint az Periklész Aszpáziától született fia, az ifjabb Periklész esetén történt. Spártában a teljes jogú polgárok neve homoiosz, azaz „egyenlő” volt.
A metoikoszok („együttlakók”) tartósan letelepedett idegenek, vagy felszabadított rabszolgák voltak, a xénoszok, pedig ideiglenesen ottlakó „idegenek”. A metoikoszok saját ingatlannal nem rendelkezhettek, és adót (metoikion) kellett fizetniük. Jogi ügyeiket csak egy teljes jogú polgár pártfogó, a prosztatész útján intézhették. Érdemeket szerezve a metoikoszok izotelész státusba kerülehettek, ami a politészekkel egyenlő katonáskodási és adózási jogokat és kötelezettségeket jelentett, de választójog nélkül. Ez tehát egy átmeneti jogállás volt. Spártában hasonló réteg volt a perioikoszoké ("körüllakó"), akik azonban nem idegenek, hanem a Spárta által meghódított terület korábbi birtokosai voltak. Korlátozott önkormányzatú falvakban éltek, a hadseregben is szolgáltak, méghozzá a homoioszokhoz hasonlóan nehézfegyverzetű hoplitaként, és ők voltak az a réteg Spártában, akik kézművességgel foglalkozhattak. A spártaiakkal kapcsolatban emlegetnek a források egy hüpomeiónokból ("alábbvalók") álló réteget, akik mögött a teljes jogú, azaz homoiosz státusból lecsúszottakat sejthetjük, például másodszülöttség okán. Ők felemelkedhettek a homoioszok közé, ha az állam juttatott nekik földet, egyébként viszont bármilyen foglalkozást űzhettek.
Spártában a helóták is egy sajátos átmeneti állapotban voltak a szabadok és a rabszolgák (duloszok) között, a birtokhoz tartoztak, és nem lehetett adni-venni őket, csak a birtokkal együtt. Jogállásuk hasonlított a feudalizmus földhözkötött jobbágyaiéhoz. A helóták a spártai hadseregben nagyon fontos szerepet töltöttek be a szabad spártai polgárok, az „egyenlők” (homoioszok) viszonylag kis száma miatt. Ők tették ki hadsereg nagyobb részét, mint könnyűfegyverzetű katonák. Katonai szolgálatuk fejében egy részüket fel is szabadították helóta státusukból és a neodamódészek ("közösségbe – 'damósz' – újonnan besorozottak") táborába kerültek. A spártai apától és helóta anyától származó gyermekek voltak a mothaxok, akik szintén a hüpomeiónok közé számítottak.
A poliszok szabad lakói „törzsekbe”, phülékbe tartoztak, ami nem jelentett vérségi köteléket, át is szabhatták őket, mint Athénban. A phüléken belül phrátriákat találunk, azon belül pedig „nemzetségeket” (gennétoszok).

## A polisz társadalmi, politikai szerkezete
A polisz a királyság, a baszileia intézményét váltotta fel. Ez a folyamat még az i. e. 8. század előtt lezajlott, mert az ekkor kezdődő gyarmatosítás alapító mondái már nem említik a királyság intézményét – a spártai királyok szerepe is csak a hadsereg vezetése volt –, amit majd csak a hellenizmus idején újítanak fel, például Szürakuszaiban. A régi királyi nemzetség – az epheszoszi Baszileidák, a korinthoszi Bakkhiadák – azonban sokáig előjogokkal rendelkezett. A korai időszakban a belőlük kikerülő oligarchikus tanács – Athénban az Areioszpagosz, Spártában a gerúszia – döntő befolyással volt az állam ügyeire a legfőbb tisztségviselők – Athénban arkhónok, Spártában a két király (baszileusz) – mellett.
Idővel vagyoni alapon a leggazdagabb közrendűek is a vezető rétegbe emelkedhettek a régi arisztokrácia mellé, s a származási kormányzást felváltotta az érdemek alapján való kormányzás (timokrácia) – például Athénban a szolóni alkotmány révén. Ekkor a közrendűek érdekeit is figyelembe vették már, egyre fontosabb szerepet kapott a népgyűlés, az ekklészia, aminek már minden bizonyos kis vagyonnal rendelkező ember tagja lehetett. Általában ez választotta az ügyeket ténylegesen vivő városi tanácsot, a bulét és a tisztségviselőket is, de ezek tagjai többnyire csak a felsőbb osztályokból kerülhettek ki. Az ekklészia hatáskörét az is megszabta, hogy tárgyalhatta-e az ügyeket, javaslatot is tehetett-e, vagy csak megszavazhatta az elé terjesztett javaslatokat. Spártában az apella vita nélkül, közfelkiáltással határozott, ami egy korlátozott jogkört jelentett. Az arisztokrácia a reformokat általában sokallta, a nép (démosz) általában kevesellte, ami sokszor véres pártharcokhoz vezetett. Ez segített egyes populista politikusoknak, hogy az alkotmány és az alsóbb rétegek védelmében fellépve kiépítsék saját egyszemélyi uralmukat, a türanniszt. Ez a rendszer, nevének mai rossz íze ellenére kezdetben népszerű volt, mivel békét és fellendülést, aranykorszakot hozott sok város életében – például Periandrosz Korinthoszban, Peiszisztratosz Athénban –, ahol a türannosz nem változtatta meg a törvényeket, hanem mintegy azok őreként, informálisan kormányzott, a saját híveit juttatva a tanácsba és a fő tisztségekbe.
Hosszabb rövidebb idő után a türannisz sok helyen népszerűtlenné vált, a polioszok vagy visszaléptek például az oligarchia irányába, vagy a jogok kiszélesítésével létrehozták a demokráciát, elsősorban Athénban a kleiszthenészi alkotmány révén, vagy más városokban athéni mintára vagy kifejezett athéni nyomásra. A demokrácia is fejlődött az idők során, kezdetben például Athénban az alsóbb, harmadik és negyedik osztály csak választó volt, de nem volt választható arkhónná. Idővel a harmadik osztály tagjai is bekerültek a választhatók körébe. A népgyűlés ekkor óriási hatalommal bírt, s ezen hatalom korlátainak, az önkorlátozásnak hiánya őrölte fel végül a demokráciát.
A polisz:
- gazdaságilag önellátó (autarkia)
- politikailag önálló (autonómia)
- megfelelő hadsereggel rendelkezik (eleutheria)

## A polisz a gyarmatosításban
A gazdasági fellendülés következtében az i. e. 8. századra jelentősen megnőtt a görög poliszok népessége. A nagyobb területű poliszok, mint Athén, Spárta, Théba el tudták helyezni a népességet a saját vidéki területeiken, de a kisebb területű poliszok, különösen azok, amelyek jelentős kereskedelmi központok is voltak – például az euboiai Khalkisz, Korinthosz, Megara, Milétosz – és így népességük még gyorsabban nőtt, egy új kivándorlási hullámba, a nagy görög gyarmatosításba kezdtek, ami folytatódott az i. e. 7. század közepéig, és jóval kisebb mértékben azután is.
A gyarmatosítás általában szervezetten folyt, az anyaváros (metropolisz) kiküldött egy expedíciót, egy telepescsoportot, aminek a vezetője egy elszegényedett, vagy politikai okokból menekülni kénytelen arisztokrata, az oikisztész volt. A gyarmatosítást általában hajósok, kereskedők felfedezőútjai előzték meg. A telepeseket ellátták szerszámokkal, vetőmaggal, és időnként halálbüntetés terhe mellett tiltották meg nekik a visszatérést, ha ez mondjuk éhínséggel fenyegetett volna például. A telepesek magukkal vitték a metropolisz politikai és vallási intézményeit, a tisztségviselők neveit, a vallási kultuszokat és az anyaváros szent tüzét. Az új helyen megalapított gyarmatváros (apoikia) így kultuszközösségben maradt a metropolisszal, de politikailag egy független új polisz jött létre, ami azért tisztelettel nézett anyavárosára és elsősorban vele kötött politikai szövetséget. A gyarmatosítás szempontjából a legnépszerűbb területek kelet felé a Fekete-tenger partvidéke, nyugat felé pedig Itália, Szicília és Gallia partvidékei voltak.
Az apoikiákon kívül távolabbi területeken – Hispániában, Szíriában, Észak-Afrikában – általában több polisz összefogásával kereskedőtelepeket, emporionokat is létrehoztak. Ezek egy része – például Kürenaika – később szintén önállóvá válhatott.
Sajátos athéni gyarmat volt a klérukhia, ami egy meghódított földterület volt, amit darabokra (klérosz) osztottak, és athéni polgárok (klérukhoszok) között osztottak fel. A klérukhosznak a klérukhián kellett laknia a helyőrség tagjaként, de megmaradt athéni polgárnak, megtartotta otthoni démoszát és phüléjét, háború esetén pedig az athéni hadseregben harcolt. Ez az a gyarmat, ami leginkább hasonlít a modern kor gyarmataira.

## A polisz a hellenizmus idején
Nagy Sándor hódításaival a városalapítások új hulláma indult meg, a hagyomány szerint több mint hetven várost (Alexandriákat) alapított. A leghíresebbet az egyiptomi Alexandria képében, de a többségét Kis-Ázsiától keletre. Ma is a nevét viseli még İskenderun Törökországban, Iszkandarija Irakban, Kandahár Afganisztánban, Iszkandar Üzbegisztánban, Iszkander Türkmenisztánban. Ezek a városok a görög hatás központjai lettek többnyire olyan területeken, ahol a városi életmód még majdnem teljesen ismeretlen volt. Ezen a téren utódai a diadokhoszok is követték példáját.